# Waco CG-4

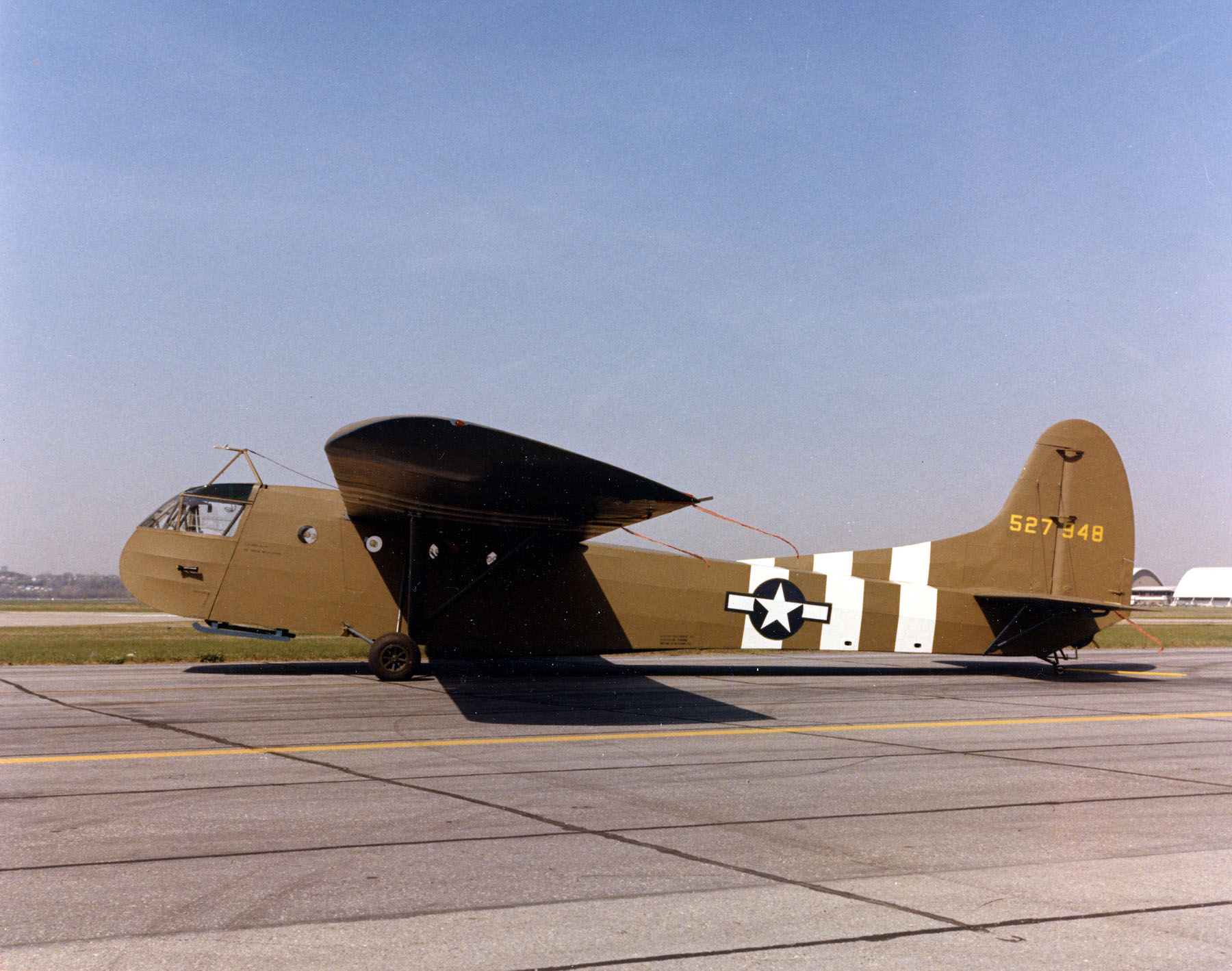
Un Waco CG-4A nei colori USAAF.

Il Waco CG-4 Haig, CG-4 Hadrian nella designazione militare britannica, era un aliante da trasporto tattico progettato dall'azienda statunitense Waco Aircraft Company (WACO) e prodotto su licenza da ben 16 aziende che ne realizzarono un totale di oltre 13 900 esemplari.
Largamente impiegato durante il secondo conflitto mondiale dalle forze armate alleate, si trattava di un pesante velivolo con struttura in legno ricoperta in tela che, a seconda della configurazione, permetteva di portare truppe o piccoli mezzi motorizzati.
L'equipaggio comprendeva un pilota ed un copilota.

## Storia del progetto
Progettato dalla Waco, precedentemente nota come Weaver Aircraft Company of Ohio in Ohio (da qui l'acronimo WACO), il CG-4 compi il suo primo volo di prova nel maggio 1942.
Si rivelò essere un velivolo di semplicissima ed economica costruzione, utile per trasportare truppe e materiali; alla fine del conflitto, più di 13.900 CG-4AS erano stati consegnati. Per la fabbricazione del CG-4A cooperarono 16 imprese diverse, permettendo, anche grazie a turni di 24 ore, una costruzione veloce; tra queste Wicks Aircraft Company di Kansas City (Missouri), e la Commonwealth Aircraft Corporation, di Kansas City (Kansas), sono state, tra le 15 imprese sub-appaltatrici, le prime ad iniziare la produzione, insieme alla stessa Waco di Troy (Ohio).
Il CG-4 era costruito in legno e metallo ricoperto di tessuto, spartano nella strumentazione.
Uno dei lavoratori della Wicks Aircraft Company fabbrica a Kansas City, ha scritto:
"Da un lato dell'enorme ambiente costruito in mattoni c'è un ventilatore in funzione, dall'altro una cascata d'acqua per evitare che l'aria si saturi di vernice. Gli uomini fanno funzionare gli spruzzatori della vernice che copre le enormi ali dell'aliante con il colore kaki o il blu, e infine dipingono l'emozionante White Star, la stella bianca racchiusa in un cerchio blu, che sta diventando nel mondo simbolo di vittoria ...
L'ossatura delle ali viene dapprima ricoperta di tela, stesa come carta da parati sul compensato, successivamente, ogni giuntura, collegamento, ogni buco nella fusoliera, ogni bordo viene chiuso con quella sostanza adesiva che non solo rende le ali a tenuta stagna, ma copre anche le mie mani, i miei pantaloni, le mie ciglia, i miei capelli e i miei utensili con una vernice a rapida asciugatura che poi si deve levare con il solvente per smalto da unghie o grattare via con un diluente che brucia maledettamente".

## Tecnica
Il CG-4 era incredibilmente versatile rispetto alla semplicità di progetto; poteva trasportare 13 soldati con il loro equipaggiamento oppure una Jeep Willys, o un obice M1 Pack 75 mm da 75 millimetri, o un rimorchio di 250 kg, come anche in alcuni casi piccoli bulldozer. Le operazioni di carico erano agevolate, oltre che dal portellone laterale, anche dalla possibilità di aprire il muso del velivolo, che era incernierato e si apriva verso l'alto.
Il Waco non aveva grandi doti di carico rispetto a molti concorrenti alleati; ne è un esempio il più grande inglese Airspeed Horsa, che poteva trasportare 28 fanti o una jeep ed un cannone anticarro; anche l'inglese General Aircraft Hamilcar poteva trasportare un carico maggiore, ma fu spesso preferito il Waco, che grazie alle sue minori dimensioni poteva atterrare in spazi ridotti.

## Impiego operativo
La base aeronautica di Whiteman fu attivata il 6 agosto 1942, come prima base per alianti militari.
Nel novembre 1942, l'installazione diventò Sedalia Army Air Field e vi fu assegnata di stanza la 12 Troop Carrier comando della Army Air Forces. Per il traino si avevano a disposizione Curtiss C-46 e Douglas C-47s.
Il CG-4AS è stato impiegato nel luglio 1943 durante lo sbarco in Sicilia da parte delle forze alleate. Furono poi impiegati nello sbarco in Normandia del 6 giugno 1944, e in altre importanti operazioni in Europa e nel teatro asiatico, in particolare in Cina, Birmania ed India.
Considerati come velivoli "monouso" venivano abbandonati dopo l'atterraggio; non erano infatti considerati velivoli a tutti gli effetti, tanto che persino i loro piloti erano semplici soldati aerotrasportati, senza il diritto d'indossare i distintivi da pilota militare e che, dopo l'atterraggio, partecipavano normalmente alle operazioni di combattimento. Nonostante la mancanza di metodi ufficiali ed attrezzature specifiche sono stati recuperati numerosi alianti dai teatri bellici di Normandia, Paesi Bassi e nel Circondario di Wesel in Germania.
Il CG-4A venne utilizzato anche per inviare rifornimenti ai partigiani in Jugoslavia.

### Traino
Il CG-4, come ogni aliante, decollava al traino di un aereo a motore, e rimaneva al traino per tutto il volo fino all'atterraggio, quando invece si sganciava.
Il Waco venne impiegato tatticamente in diversi modi: poteva trasportare a terra materiali e truppe, atterrando silenziosamente dietro le linee nemiche, o poteva semplicemente fungere da trasporto per i paracadutisti, per poi riatterrare all'aeroporto d'armamento. Generalmente per il traino era impiegato un Douglas C-47 Skytrain, ma a volte furono utilizzati velivoli diversi come i Curtiss C-46 Commando (impiegati per la prima volta durante l'operazione Plunder nel marzo 1945) o plurimotori destinati al bombardamento.
Il CG-4A USAAF era generalmente trainato con un cavo in nylon dal diametro di 24 mm, lungo 107 o 96 m.

## Versioni e varianti
XCG-4
prototipo, costruito in due esemplari, più una carlinga per i test strutturali.
CG-4A
prima versione di serie, prodotta in 13 903 esemplari.
XCG-4B
prototipo, versione basata sul CG-4A costruita con una struttura in compensato, realizzata in un esemplare.
XPG-1
prototipo, variante basata sul CG-4A equipaggiato con due motori Franklin 6AC-298-N3 Northwestern, realizzata in un esemplare.
XPG-2
prototipo, variante basata sul CG-4A equipaggiato con due motori Ranger L-440-1 da 175 hp (130 kW), realizzata in un esemplare.
XPG-2A
prototipo, variante basata sul CG-4A equipaggiato con due motori XPG-2 da 200 hp (149 kW), realizzata in 2 esemplari.
PG-2A
variante di produzione in serie equipaggiata con due motori L-440-7 da 200 hp (149 kW), ridesignati G-2A nel 1948, prodotta dalla Northwestern.
XPG-2B
prototipo
LRW-1
13 esemplari del CG-4A ridesignati e destinati alla U.S. Navy
G-2A
nuova designazione del PG-2A (1948).
G-4A
nuova designazione del CG-4A (1948).
G-4C
35 esemplari derivati dal G-4A con differente barra di traino.
Hadrian Mk.I
designazione dei 25 esemplari CG-4A destinati alla Royal Air Force.
Hadrian Mk.II
designazione dei CG-4A destinati alla Royal Air Force con attrezzature modificate.

## Utilizzatori

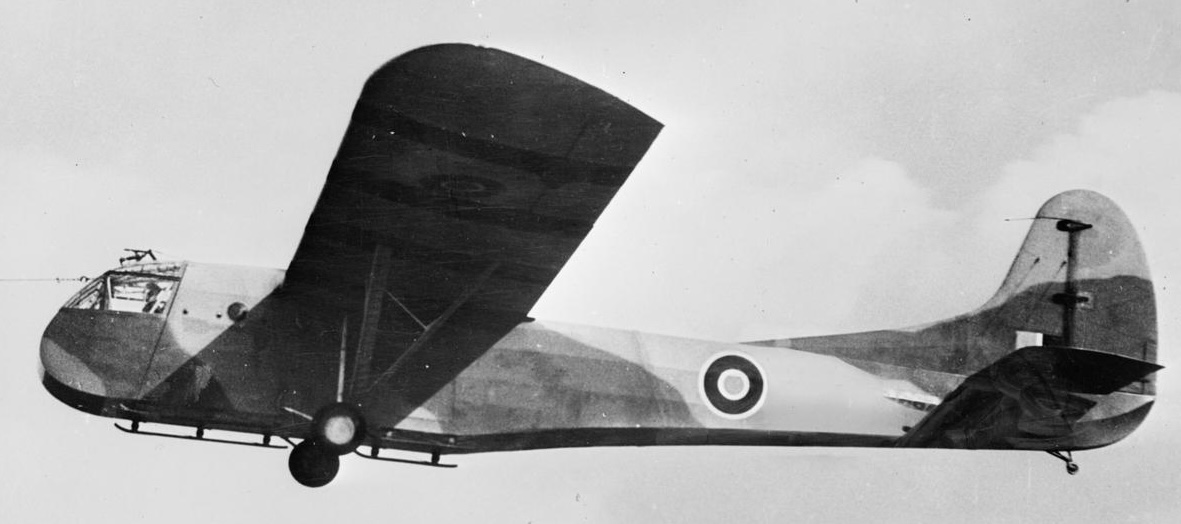
Un Hadrian degli Army Air Corps britannici.

Canada
- Royal Canadian Air Force

 Cecoslovacchia
- Češkoslovenske Vojenske Letectvo

operò con 2 o 3 Waco, ridesignati NK-4.
 Regno Unito
- Army Air Corps
- Royal Air Force

 Stati Uniti
- United States Army Air Forces
- United States Navy

## Esemplari attualmente esistenti
Data la grande quantità di esemplari prodotti esistono un buon numero di esemplari completi in esposizione nei musei aeronautici statunitensi tra cui:
- Kalamazoo Aviation History Museum a Kalamazoo, Michigan
- Pima Air & Space Museum a Tucson, Arizona
- Travis Air Force Museum, presso la Travis Air Force Base, California
- United States Air Force Museum, presso la base Wright-Patterson, Ohio
- Yankee Air Museum di Belleville, Michigan
- National Soaring Museum, Harris Hill, Elmira, New York[3]
- Air Mobility Command Museum[4]